# Sasapur
Sasapur (nepalski: सासापुर) – gaun wikas samiti w środkowej części Nepalu w strefie Dźanakpur w dystrykcie Sarlahi. Według nepalskiego spisu powszechnego z 2001 roku liczył on 1004 gospodarstw domowych i 5675 mieszkańców (2840 kobiet i 2835 mężczyzn).